# Peter Hendy
Peter Gerard Hendy, né le 19 mars 1953, est un dirigeant et homme politique britannique, membre du Parti travailliste.
Il est ministre chargé des Transports depuis le 8 juillet 2024. Il a été précédemment président de Network Rail et auparavant commissaire aux transports de Londres.

## Biographie
Hendy est le fils cadet de Jack Hendy et de Mary Best, la plus jeune fille de Philip George Best, 6e baron Wynford. Il est marié à Sue Pendle, consultante en ressources humaines ; le couple, qui vit à Richmond, Londres, a deux enfants. Il est le frère de John Hendy.
Il fait ses études à Latymer Upper School et à l'Université de Leeds, où il obtient son diplôme en économie et géographie en 1975.
Hendy commence sa carrière dans l'industrie des transports publics en 1975 en tant que stagiaire diplômé de London Transport. Il gravit les échelons pour arriver directeur général de CentreWest London Buses Ltd, une filiale de London Transport. Il mène un rachat par la direction avec la participation du personnel. Après le rachat de CentreWest par First Group, Hendy devient directeur adjoint UK Bus pour FirstGroup, responsable des opérations de bus à Londres et dans le sud de l'Angleterre, du développement des bus, du métro léger et des opérations à Hong Kong.
En 2001, il est nommé au poste de directeur général de Surface Transport pour Transport for London (TfL), sous la mairie de Londres de Ken Livingstone. Le 1er février 2006, il prend le poste de commissaire aux transports de Londres. Il reste en poste après l'élection de Boris Johnson au poste de maire de Londres en 2008.
En juillet 2015, il est nommé président de Network Rail par le secrétaire d'État aux Transports de l'époque, Patrick McLoughlin. En juillet 2017, il est nommé président de la London Legacy Development Corporation, par le maire de Londres Sadiq Khan, qui développe le Queen Elizabeth Olympic Park. En juillet 2019, il est nommé par la première ministre de l'époque, Theresa May, administrateur du Science Museum Group, qui intègre le National Railway Museum à York. Hendy est également administrateur indépendant du London Transport Museum.
Il est nommé président de l'Union Connectivity Review en 2021.
Hendy est nommé Commandeur de l'Ordre de l'Empire britannique (CBE) lors des honneurs du Nouvel An 2006 "pour ses services aux transports publics et à la communauté de Londres". À la suite du succès de l'exploitation des transports lors des Jeux olympiques et paralympiques de 2012, il est fait chevalier pour ses services aux transports et à la communauté lors des honneurs du Nouvel An 2013. Hendy reçoit un doctorat honoris causa de la City University de Londres en 2010, un doctorat honorifique en ingénierie de l'Université de Bath en 2014, un doctorat honorifique en droit de l'Université de Leeds en 2015 et un doctorat honorifique en lettres de Université Queen Mary de Londres en 2018.
Le 14 octobre 2022, dans le cadre des distinctions spéciales 2022, Hendy reçoit une pairie à vie. Le 17 novembre 2022, Hendy est créé baron Hendy de Richmond Hill, d'Imber dans le comté de Wiltshire.